# Tamanduateí (métro de São Paulo)
Tamanduateí (en portugais : Estação Tamanduateí) ou  gare de Tamanduateí, est une station de la ligne 2 - Verte du métro de São Paulo et gare ferroviaire de la ligne 10 - Turquoise de la CPTM. Elle est accessible par l'avenida Presidente Wilson et par la rua Guamiranga, en limite des districts d'Ipiranga et de Vila Prudente à São Paulo au Brésil.
La station de métro et la gare sont « intégrées » entre eux partagent les mêmes accès.
Elle recevrait également la ligne 18-Bronze, annulée en 2019, ce qui en ferait une station terminus,.

## Situation sur le réseau

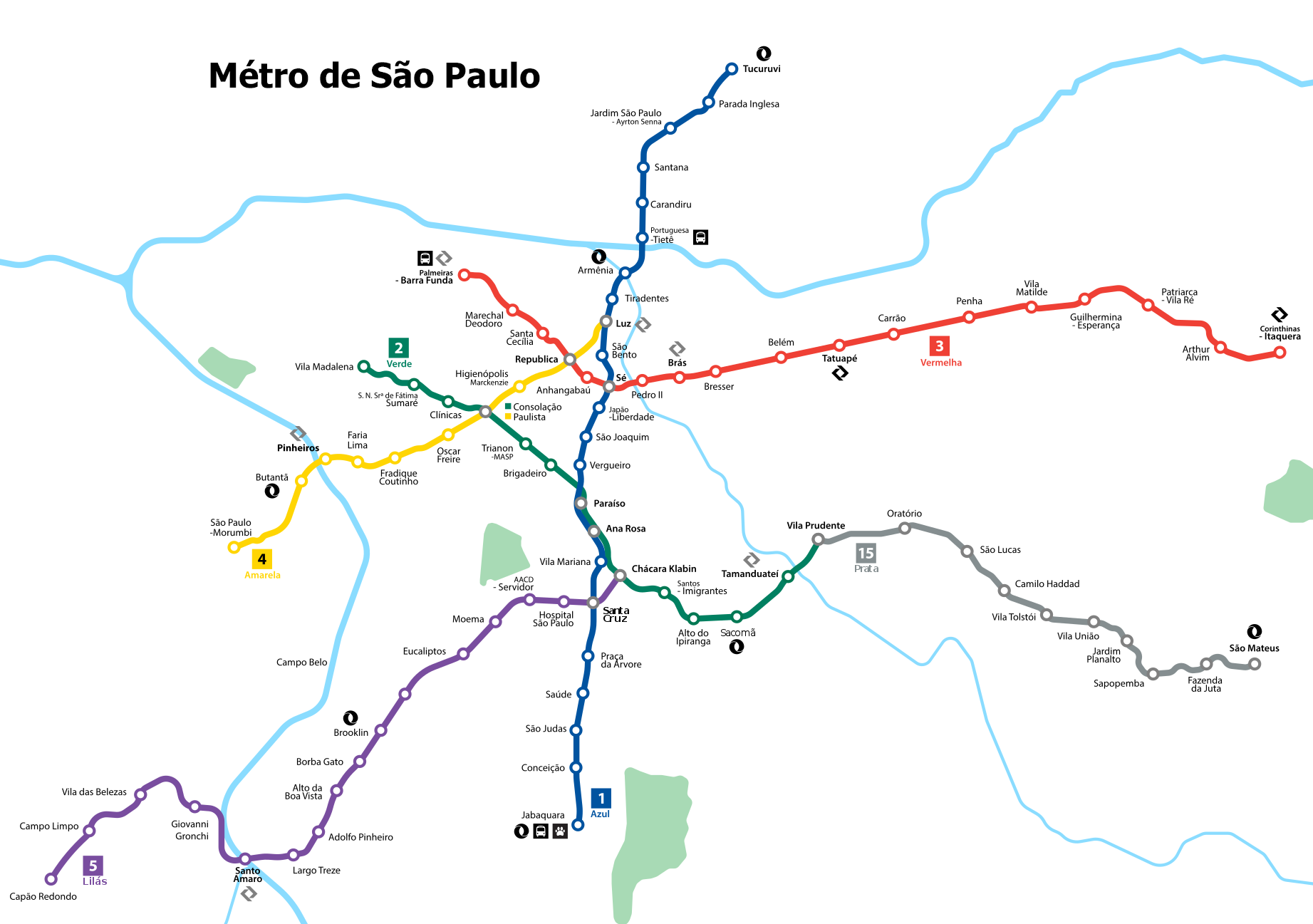
Plan du Métro de São Paulo 2020.

Établie en aérien, la station Tamanduateí est située sur la ligne 2 - Verte, entre les stations Sacomã, en direction du terminus Vila Madalena, et Vila Prudente, le terminus.
Établie en surface, la gare de Tamanduateí de la CPTM est située sur la ligne 10-Turquoise, entre les gares d'Ipiranga et de São Caetano do Sul - Prefeito Walter Braido.

## Historique
La gare de Tamanduateí originale a été ouverte en 1947 par l'Estrada de Ferro Santos-Jundiaí et désactivée le 21 septembre 2010, remplacée par la gare actuelle, qui se trouve à une centaine de mètres. Avec la construction de la nouvelle gare et de la nouvelle station de métro, l'ancien bâtiment a été démoli. La nouvelle station a été construite pour desservir à la fois la ligne 10 de la CPTM et la ligne 2-Verte du métro, avec la section du métro aérienne. Ce fut le dernier à être inauguré dans la configuration actuelle de la ligne 2, le 21 septembre 2010. Il y a une proposition du député d'État Edson Ferrarini de changer le nom de la station en Tamanduateí-Imperador do Ipiranga, en l'honneur de l'école de samba Imperador do Ipiranga. «Pendant le carnaval, le nom de l'école est porté à tout le Brésil et dans le monde», justifie le parlementaire.
La station de métro a été établie pour desservir la Ligne 2 du métro de São Paulo du fait de sa position aérienne et perpendiculaire aux voies de chemin de fer, elle est située au-dessus de la gare éponyme avec qui elle est intégrée. 
L'ouverture était prévue pour mars 2010, cependant des retards dans les travaux ont empêché l'ouverture et le métro a choisi de ne pas faire de nouvelles prévisions. À la mi-septembre, des membres du gouvernement de l'État ont tenté d'articuler l'inauguration pour le week-end du 18, mais le métro a fini par l'ouvrir le 21 septembre 2010, avec six mois de retard. La cérémonie a été éclipsée par une panne sur la ligne 3 - Rouge ce matin-là.
Selon le journal Folha de S.Paulo, la station est importante car c'est une connexion entre ABC Paulista et la région de l'avenue Paulista. Cette connexion inquiétait cependant certains experts entendus par le Jornal da Tarde en septembre 2010, qui parlait de surcharge de la ligne 2, mais Metrô a répondu qu'il y avait des études de demande et que l'entrée de nouveaux voyageurs ne dépasserait pas la capacité de la ligne.
La station fonctionnait en fonctionnement gratuit assisté, initialement du lundi au vendredi, de 9 h à 16 h 30, prolongée de 8 h 30 à 17 h du 30 septembre et de 20 h à 17 h à partir du 5 février 2011, date à laquelle la collecte des tarifs a également commencé. Depuis le 12 septembre 2011, les heures d'ouverture ont été prolongées jusqu'à minuit, en même temps que les autres stations de métro de São Paulo. 
Les abords de la gare CPTM ont subi une inondation le 15 décembre, en raison du débordement de la Tamanduateí. À l'époque, les employés arrivés au travail étaient contraints de se rendre à la station Vila Prudente, d'où ils prenaient le métro pour se rendre à la station. Selon un employé entendu par Jornal da Tarde, l'eau aurait atteint les escaliers mécaniques à l'entrée de l'avenida Presidente Wilson. Les passagers débarquant à la gare ont dû attendre que l'eau tombe et, même après cela, ils ont dû faire face à beaucoup de boue tout au long de la journée. La direction du métro a souligné que le fonctionnement de la station n'a pas été interrompu, car la station a été conçue au-dessus du niveau d'inondation de la région, qui a "des problèmes chroniques d'inondations". L'une de ces mesures prévoyait un renforcement du drainage superficiel de l'eau, mais cela n'est suffisant que s'il n'y a pas de débordement de la rivière.

## Services aux voyageurs

### Accès et accueil
Son accès principal est situé à proximité du no 447 de l'avenue Paulista. Elle est accessible aux personnes à la mobilité réduite.

### Desserte
| Ligne                         | Terminus                      | Longueur (km) | Stations | Durée du voyage (min) | Opération (*)                                                       |
| ----------------------------- | ----------------------------- | ------------- | -------- | --------------------- | ------------------------------------------------------------------- |
| Ligne 2 du métro de São Paulo | Vila Madalena ↔ Vila Prudente | 14,7          | 14       | 28                    | Tous les jours, de 4h40 à 12h32; Les samedis jusqu'à 1h le dimanche |

### Intermodalité
La station de métro est en correspondance (intégrée) avec la gare CPTM, desservie par la ligne 10, située en dessous. La station et la gare sont également en correspondance (intégré) avec la station des lignes de bus interurbain de la EMTU.